# Сазоно-Баланівка
Са́зоно-Бала́нівка (при заснуванні — Юнаківка, Юнаків, до 1920 — Глибокий, до 1941 — Баланівка) — село у Богодухівській міській громаді Богодухівського району Харківської області України.

## Географія
Село Сазоно-Баланівка знаходиться за 3 км від залізничної станції Зупинний пункт 198 км. Село оточують невеликі лісові масиви. Поруч проходить автомобільна дорога Р46.

## Назва
Заснований як хутір Юнаківка; в 1920 р. хутір перейменовано в Баланівку і в 1941 р. об'єднаний з хутором Сазонів.

## Історія
1764 року заснований як хутір Юнаківка.
За даними на 1864 рік на хуторі Юнаків Харківського повіту мешкало 103 особи (57 чоловічої статі та 46 — жіночої), налічувалось 25 дворових господарств.
На хуторі Глибокий мешкало 21 особа (12 чоловічої статі та 9 — жіночої), налічувалось 5 дворових господарств.
Село постраждало внаслідок геноциду українського народу, проведеного урядом СССР в 1932—1933 роках, кількість встановлених жертв у Сазоно-Баланівці та Ріпках — 156 людей. 
12 червня 2020 року, відповідно до розпорядження Кабінету Міністрів України № 725-р «Про визначення адміністративних центрів та затвердження територій територіальних громад Харківської області», село увійшло до Богодухівської міської громади.
19 липня 2020 року, в результаті адміністративно-територіальної реформи та ліквідації Богодухівського району (1923—2020), село увійшло до складу новоутвореного Богодухівського району Харківської області.

## Населення

### Мова
Розподіл населення за рідною мовою за даними перепису 2001 року:
| Мова       | Відсоток |
| ---------- | -------- |
| українська | 94,69%   |
| російська  | 5,01%    |
| білоруська | 0,30%    |